# Melchiore de Barberiis
Melchiore de Barberiis, auch Melchior de Barberis geschrieben, war ein italienischer Priester, Lautenist, Gitarrist, Komponist und Herausgeber, der von 1545 bis 1550 in Padua gewirkt hat.

## Leben
Informationen über das Leben von Melchiore de Barberiis können nur seinen eigenen Werken entnommen werden. Demzufolge lebte er in Padua als Priester, Komponist und – glaubt man seinen Veröffentlichungen – ausgezeichneter Lautenist. In Padua scheint er „die längste Zeit seines Lebens innerhalb der klerikalen und universitären Kreise … gewirkt zu haben“. Bekannt geworden ist er vor allem durch seine Kompositionen oder Intabulierungen der Bücher 4, 5, 6, 9 und 10 in Girolamo Scottos zehnbändiger Reihe von Lautentabulaturen (Venedig, 1546–1549), die auch Tabulaturen von Francesco da Milano, Antonio Rotta, Giovanni Maria da Crema und Borrono enthalten.

## Werke
- Intabulatura di lauto, libro quarto, de la messa di Antonio Fevino sopra Ave Maria (Venedig: Girolamo Scotto, 1546)
- Intabulatura di lauto, libro quinto, de madrigali et canzon francese (Venedig: Girolamo Scotto, 1546; enthält 25 Intavolierungen, 3 Reccercari accomodati sorpa il tuono di ditta messa, d. h. kurze Instrumentalstücke zwischen den einzelnen Messesätzen in italienische Tabulatur für 6-chörige Laute)
- Intabulatura di lauto, libro sesto, di diversi motetti (Venedig: Girolamo Scotto, 1546)
- Intabolatura di lauto, libro nono, intitulato Il Bembo (Venedig: Girolamo Scotto, 1549; enthält 12 Fantasien, Intavolierungen von 6 Chansons, 2 Motetten, 1 Madrigal, 1 englisches Lied, 1 Fantasie und die Intavolierung eines Madrigals für zwei Lauten sowie 4 Fantasien für 4-chörige Gitarre)[1][2][3]